# Ember és felsőbbrendű ember
Az Ember és felsőbbrendű ember (Man and Superman) George Bernard Shaw négyfelvonásos drámája. Az 1903-ban elkészült darabot azoknak szánta Shaw, akik megkérdőjelezték, miért nem írt még semmit Don Juan témájában. A darabot először a londoni Királyi Színházban (The Royal Court Theatre) mutatták be 1905. május 23-án a harmadik felvonás nélkül, amikor is Don Juan pokolba kerül (3. felvonás, 2. jelenet). Ezt a jelenetet csak 1907-ben mutatták be a színházban. A darabot teljes egészében csak 1915-ben mutatták be először az edinburgh-i Líceum Színházban (Lyceum Theatre).
A művet Hevesi Sándor fordította magyarra 1917-ben. Ottlik Géza „Tanner John házassága” címen fordította le. Magyar nyelven először a Révai Testvérek kiadásában jelent meg a mű, 1917-ben.

## Történet
A Whitefield család elveszti a családfőt. Az apa végakarata azt kívánja, hogy lányát, Annát, Roebuck Ramsden és John Tanner vegye védőszárnyai alá. A gond azonban az, hogy a két férfi nemcsak, hogy nem állja a másikat, de jobban nem is különbözhetnének elvi kérdéseikben. Anna édesanyja mögött megbújva ravaszul mozgatja a szálakat, és eléri, hogy John Tanner felesége legyen, még ha a világ végére is kell őt követnie.

## Szereplők
- Roebuck Ramsden: jómódú, korosodó gondolkodó. A Whitefield család jó barátja, pártfogoltjává teszi Ann Whitefieldet az apa halála után. Haladó szelleműnek tartja magát, de John Tanner szemében egy konzervatív vénember. Ramsdennek van egy húga, Susan Ramsden kisasszony.
- Octavius Robinson: naiv, álmodozó költő, aki reménytelenül szerelmes Annbe. Violet bátyja, John Tanner közeli barátja. Sokáig azt hiszik, hogy ő fogja feleségül venni Annt.
- John Tanner: független, művelt férfiú, aki mindenkinél élesebb eszűnek tartja magát, és azt hiszi, átlát Ann ügykedésein. Hideg zuhanyként éri, mikor soförje, Henry Straker végre közli vele, hogy Annt egyedül csak az érdekli, hogy őt nőül vegye.
- Ann Whitefield (vagy Anna): a Whitefield szülők egyetlen gyermeke. Ann ravaszul megbújik a gyermeki ártatlanság álarca mögé. Régóta tetszik neki John Tanner, akit csak Jacknek hív. Nagy csodálója Violet Robinsonnak, amiért a nő mindig eléri, amit akar.
- Whitefieldné: Whitefield özvegye, Ann édesanyja. Gyenge természete miatt könnyen áldozatul esik lánya furfangjainak.
- Susan Ramsden kisasszony: Roebuck húga,
- Violet Robinson: Octavius határozott és erős akaratú húga. Titokban hozzámegy Hector Malone-hoz, és ráveszi apósát, hogy adja nekik a kastélyát.
- Henry Straker: John Tanner sofőrje. Egyszerű gondolkodású, mindene a sebesség és a rekordok.
- Hector Malone: amerikai üzletember, aki azért jött Angliába, hogy megmutassa apjának, hogy nincs szüksége a pénzére, és egyedül is tud boldogulni. Titokban feleségül veszi Octavius húgát, Violetet.
- Malone úr: Hector apja, aki fia után jött Angliába, hogy bebizonyítsa, hogy a pénze nélkül csúfos élet vár rá.
- Mendoza: egy anarchista a Sierra Nevadán, aki összefog John Tannerrel. Valamint rablóvezér is.

A harmadik felvonás szereplői:
- Don Juan
- Doña Ana de Ulloa
- az ördög
- a szobor

## Cselekmény szerkezete
A darab négy felvonásból áll. A hosszadalmas harmadik felvonást gyakran mellőzik. Ez a rész a Don Juan és a spanyol Mendoza képébe bújt ördög közötti filozofikus párbeszédet tartalmazza, miközben édesanyja (Doña Ana) és az ő apja nézik őket. Gyakran fordul elő, hogy ezt a részt különálló darabként adják elő.
Annak ellenére, hogy az Ember és felsőbbrendű ember könnyed komédiának számít, Shaw sokkal mélyebb értelműnek szánta. A szerző a címet Friedrich Nietzsche filozofikus eszméiből vette, ami az emberek között megállapít egy legtökéletesebb fajt („Übermensch”). A mű alapvetően John Tannerről szól, aki megrögzött agglegény, és Ann Whitefield hálójába keveredik. Annra csak úgy utal a szerző, hogy az „életerő” („The Life Force”), jelezvén Shaw ezzel azon meglátását, miszerint minden kultúrában a nő az, aki kényszeríti a férfit a házasságra, nem pedig a férfi.

## Magyar bemutatók
A darabot Magyarországon először a Nemzeti Színházban mutatták be, Ódry Árpád főszereplésével, 1921. április 8-án. A Színházi adattárban regisztráltak szerint a magyar premier óta tízszer játszották a művet, hatszor Budapesten (1921*, 1925*, 1948, 1963, 1985, 2008), kétszer Szegeden (1948, 1965), egyszer Kolozsváron (1924*), Pécsett (1977) és Veszprémen (1975).
(A fent csillaggal jelölt évszámokhoz sajnos nem áll rendelkezésre bővebb információ.)
| Év   | Település | Rendező          | Főszerepben                                                  |
| ---- | --------- | ---------------- | ------------------------------------------------------------ |
| 1921 | Budapest  | Ódry Árpád       |                                                              |
| 1924 | Kolozsvár |                  |                                                              |
| 1925 | Budapest  |                  |                                                              |
| 1948 | Budapest  | Gellért Endre    | *John Tanner: Timár József *Ann Whitefield: Szörényi Éva     |
| 1948 | Szeged    | Hegedűs Tibor    | *John Tanner: Kenessey Ferenc *Ann Whitefield: Moóry Lucy    |
| 1963 | Budapest  | Ádám Ottó        | *John Tanner: Gábor Miklós *Ann Whitefield: Vass Éva         |
| 1965 | Szeged    | Szász Károly     | *John Tanner: Bozóky István *Ann Whitefield: Barta Mária     |
| 1975 | Veszprém  | Pétervári István | *John Tanner: Fonyó István *Ann Whitefield: Demjén Gyöngyvér |
| 1977 | Pécs      | Gáll Ernő        | *John Tanner: Holl István *Ann Whitefield: Miklósy Judit     |
| 1985 | Budapest  | Gábor Miklós     | *John Tanner: Hirtling István *Ann Whitefield: Kubik Anna    |
| 2008 | Budapest  | Karinthy Márton  | *John Tanner: Pindroch Csaba *Ann Whitefield: Kéri Kitty     |

## Magyar fordítások
- Ember és felsőbbrendű ember. Komédia és filozófia; ford. Hevesi Sándor; Révai, Bp., 1917 (Világkönyvtár)
- Ember és felsőbbrendű ember; ford. Ottlik Géza; in: Hét színdarab; bev. Benedek Marcell, vál., jegyz. Benedek András; Európa, Bp., 1956